# ورنيشة
الورنيشة (الاسم العلمي:Vernicia) هي جنس من الفربيونية تتبع القبيلة الألوريتاوية من أسرة الكروتوناوات.

## أنواع الورنيشة
- الورنيشة القلبية
- الورنيشة الفوردية
- الورنيشة الجبلية